# Louis Bonnier
Louis Bonnier (* 14. Juni 1856 in Templeuve; † 16. September 1946 in Paris) war ein französischer Architekt.

## Leben
Louis Bonnier war der Sohn eines Weinhändlers und der älteste von vier Brüdern. Diese waren Jules (Zoologe), Pierre (Neurologe) und Charles Bonnier (Linguist). Louis studierte zunächst an der École des beaux-arts in Lille und danach von 1877 bis 1886 an der École des beaux-arts in Paris. Er war Schüler von Constant Moyaux und Louis-Jules André.
Bei der Weltausstellung 1889 in Paris und bei einer Ausstellung 1890 in London war er tätig. Im Jahr 1901 wurde Louis Bonnier zum Architekten des Élysée-Palastes ernannt. Im Laufe seiner weiteren beruflichen Karriere baute er überwiegend öffentliche Gebäude in Paris und in Nordfrankreich.

## Bauwerke (Auswahl)

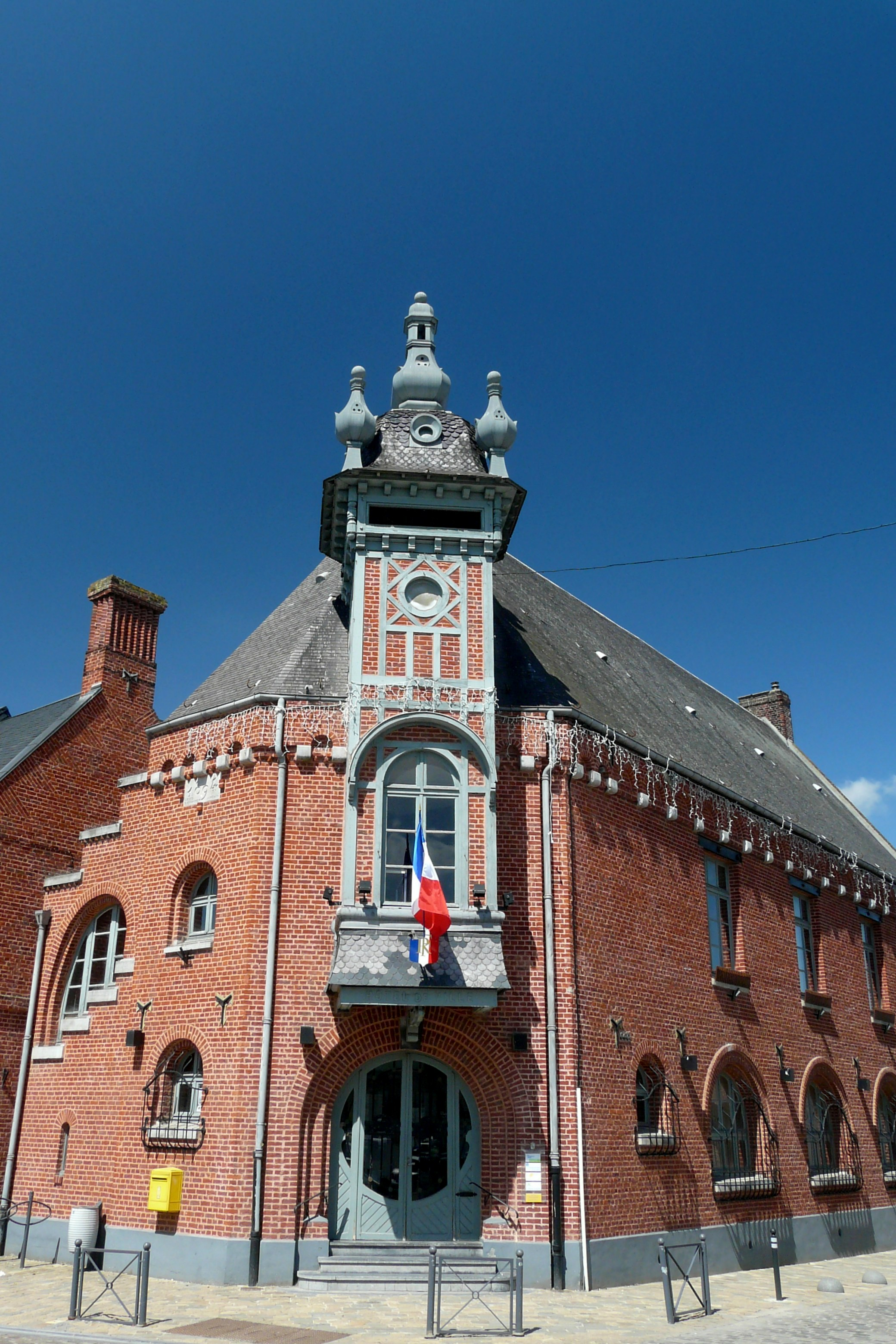
Hôtel de ville in Templeuve

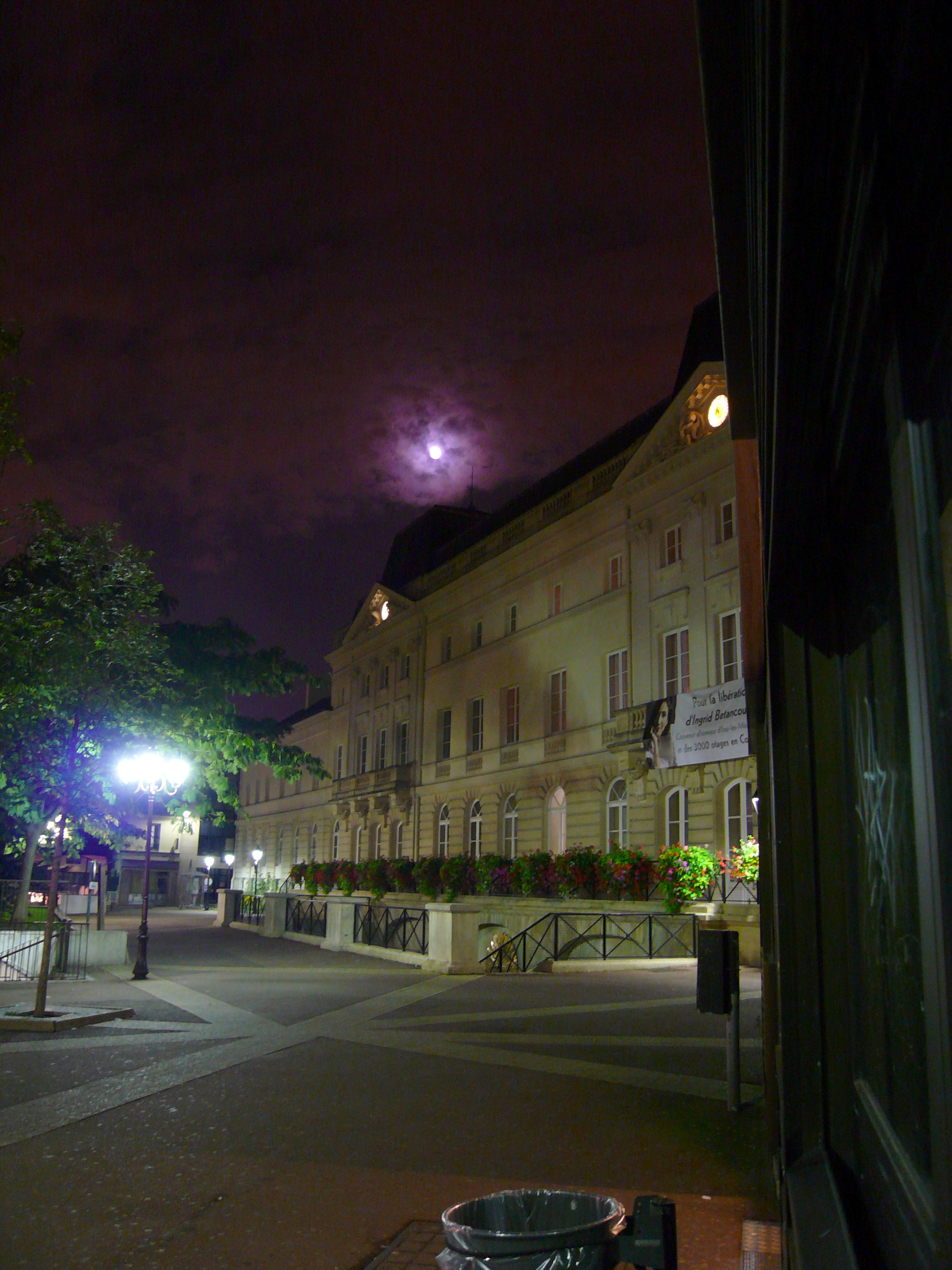
Rathaus von Issy-les-Moulineaux

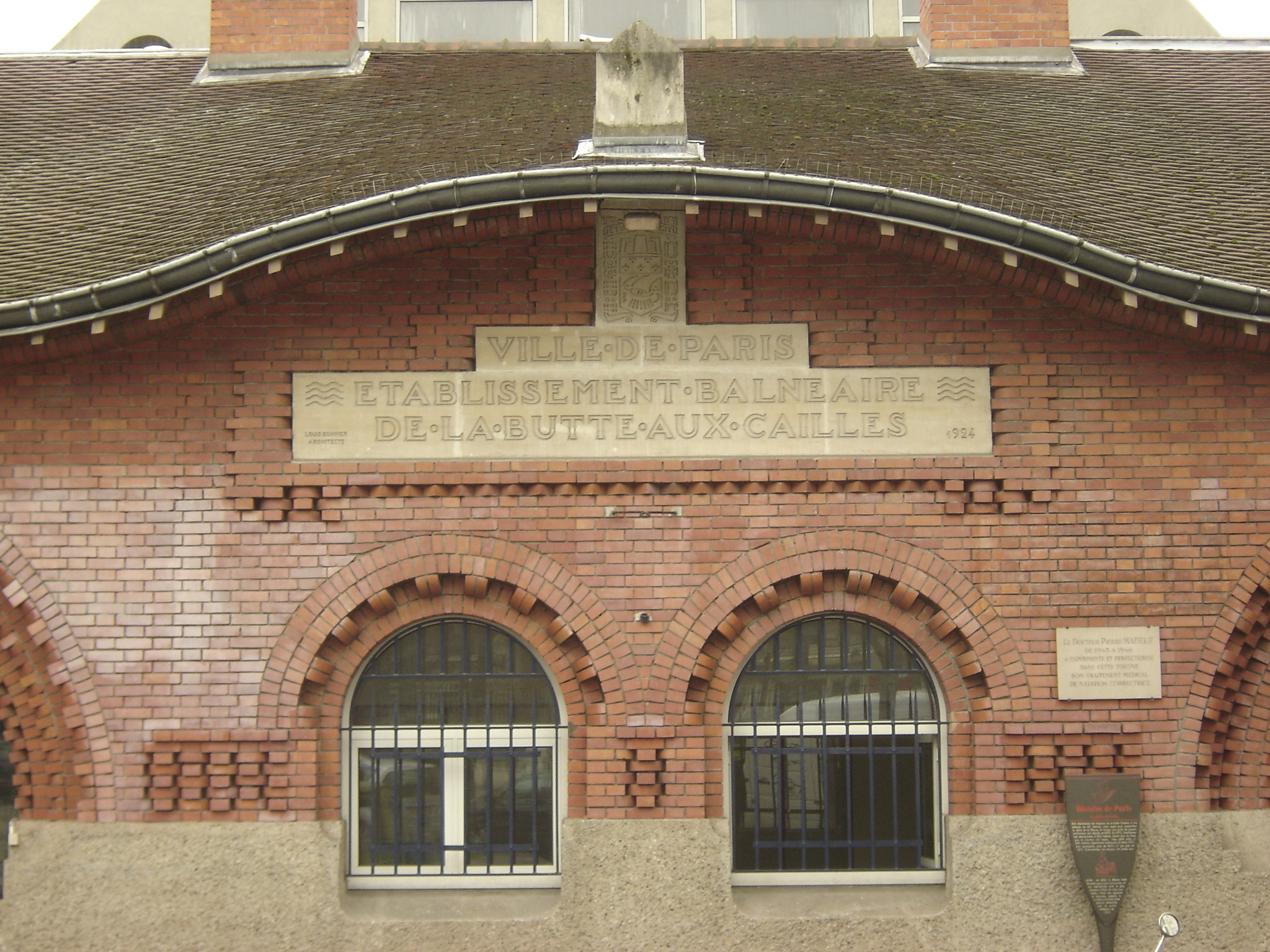
Fassade des Schwimmbads Butte-aux-Cailles in Paris

- 1890–1892: Vier Villen in Ambleteuse (Pas-de-Calais): Les Sablons, Les Oyats, Les Dunes und Les Algues
- 1893–1894: Villa Georges Flé in Ambleteuse (Monument historique)
- 1893–1894: Rathaus in Templeuve
- 1895: Rathaus in Issy-les-Moulineaux
- 1895: Salon im Stil des Art Nouveau für Siegfried Bing in der Rue de Provence Nr. 22 in Paris (9. Arrondissement)
- 1897: Nebengebäude des Schlosses Cap-Horn in Outreau
- 1897–1913: Hôtel de voyageurs in Wimille
- 1898–1899: Laboratoire de zoologie maritime in Wimereux (zerstört 1942)
- 1900: Pavillon du groupe Schneider und Pavillon de l’administration du Commissariat général à l’Exposition universelle bei der Weltausstellung in Paris
- 1900: Villa La Bégude in Cagnes-sur-Mer
- 1902: Wohnhaus von Maurice Lonquéty, Rue de Londres Nr. 58 in Paris (9. Arrondissement)
- 1902–1903: Villa La Colinette in Essômes-sur-Marne
- 1903–1904: Dispensaire Jouye-Rouve et Tanies, Rue des Pyrénées Nr. 190 in Paris (20. Arrondissement)
- 1903–1926: Hôtel particulier de Maurice Lonquéty, Place Malesherbes Nr. 16 in Paris (17. Arrondissement)
- 1904–1907: Villa von André Gide in der Avenue des Sycomores in Paris (16. Arrondissement)
- 1905: Denkmal für Amédée-François Lamy in Mougins
- 1908: Villa Lahovary in Leordeni (Rumänien)
- 1909: Mietshaus, Rue du Faubourg-Saint-Martin Nr. 122–124 in Paris (10. Arrondissement)
- 1910–1911: Schule in der Rue Rouelle in Paris (15. Arrondissement)
- 1910–1918: Maison Machat, Rue Brissart Nr. 38 in Clamart
- 1910–1930: Schwimmbad Butte aux Cailles, Place Paul-Verlaine Nr. 5 in Paris (13. Arrondissement)
- 1911: Villa Le Rousset, Avenue Franklin-D.-Roosevelt Nr. 19 in Le Lavandou
- 1911–1913: Mietshaus, Rue des Meuniers Nr. 67 in Paris (12. Arrondissement)
- 1912: Hôtel de la Pointe-aux-Oies in Wimille
- 1919–1923: Wiederaufbau der Pont de la Tournelle in Paris
- 1920–1928: Sozialwohnungen, Rue de Ménilmontant Nr. 140 in Paris (20. Arrondissement)
- 1922–1925: Kriegerdenkmal im Gare de Lyon in Paris (12. Arrondissement)
- 1923–1925: Grand hôtel du mont Blanc in Combloux
- 1924: Bahnhof in Saint-Laurent-du-Var
- 1926: Ferme de May in Morienval
- 1926: Café terminus im Bahnhof Saint-Charles in Marseille
- 1926–1933: Hôtel terminus in Briançon
- 1926–1933: Hôtel terminus in Marseille
- um 1927: Villa in Pornichet
- 1929–1932: Mietshaus, Rue de Rambouillet Nr. 7 in Paris (12. Arrondissement)